# Miriade
Il termine "Miriade" si riferisce a una quantità incalcolabile dalla mente umana. Nel sistema numerico greco equivaleva a 10 000 unità.

## Origine
- Nel sistema di numerazione greco la parola "Miriade" equivaleva a 10 000 unità. Si indicava con il simbolo "M" o "M υ", o semplicemente il punto, come nella scrittura "{\displaystyle \beta \cdot \mathrm {o} \delta }" per indicare il numero 20'074.

Ha origine dal latino tardo myrias  -ădis, dal greco μυριάς -άδος, derivato di μύριοι, che significa "diecimila".
- In geometria piana il termine "Miriagono" si riferisce ad un poligono avente 10 000 lati.
- Diffusa, in astronomia, l'espressione miriadi di miriadi.
- il metro era originariamente definito come 1/10 000 000 del quarto del meridiano terrestre;[2] di conseguenza il chilometro ne era un miriardesimo.

## Conversioni
Una miriade equivale, secondo il sistema numerico greco, a:
- 10 migliaia
- 100 centinaia
- 1000 decine
- 10 000 unità